# 강원특별자치도동해교육지원청
강원특별자치도동해교육지원청(江原特別自治道東海敎育支援廳, Donghae Office of Education)은 강원특별자치도교육청 산하 교육지원청이다. 대한민국 강원특별자치도 동해시 천곡로 117에 소재해있으며, 동해시를 관할한다.
교육장은 장학관으로 보한다.

## 산하기관

### 유치원
| - 남호초등학교 병설유치원 - 동해중앙초등학교 병설유치원 - 동해초등학교 병설유치원 - 망상초등학교 병설유치원 - 북삼초등학교 병설유치원 - 북평초등학교 병설유치원 | - 삼화초등학교 병설유치원 - 송정초등학교 병설유치원 - 천곡초등학교 병설유치원 - 청운초등학교 병설유치원 - 해오름유치원 - 동해랑유치원 | - 대동 유치원 - 동해남부 유치원 - 리라 유치원 - 무지개 유치원 - 바라밀 유치원 - 성호 유치원 | - 상지 유치원 - 솔빛 유치원 - 신애 유치원 - 아이솔 유치원 - 예쁜 유치원 |

### 초등학교
| - 남호초등학교 - 동해삼육초등학교 - 동해중앙초등학교 - 동해초등학교 | - 동호초등학교 - 망상초등학교 - 묵호초등학교 - 북삼초등학교 | - 북평초등학교 - 삼화초등학교 - 송정초등학교 | - 창호초등학교 - 천곡초등학교 - 청운초등학교 |

### 중학교
| - 동해광희중학교 - 동해삼육중학교 - 동해중학교 - 하랑중학교 | - 묵호중학교 - 예람중학교 - 북평중학교 |